# Egerland

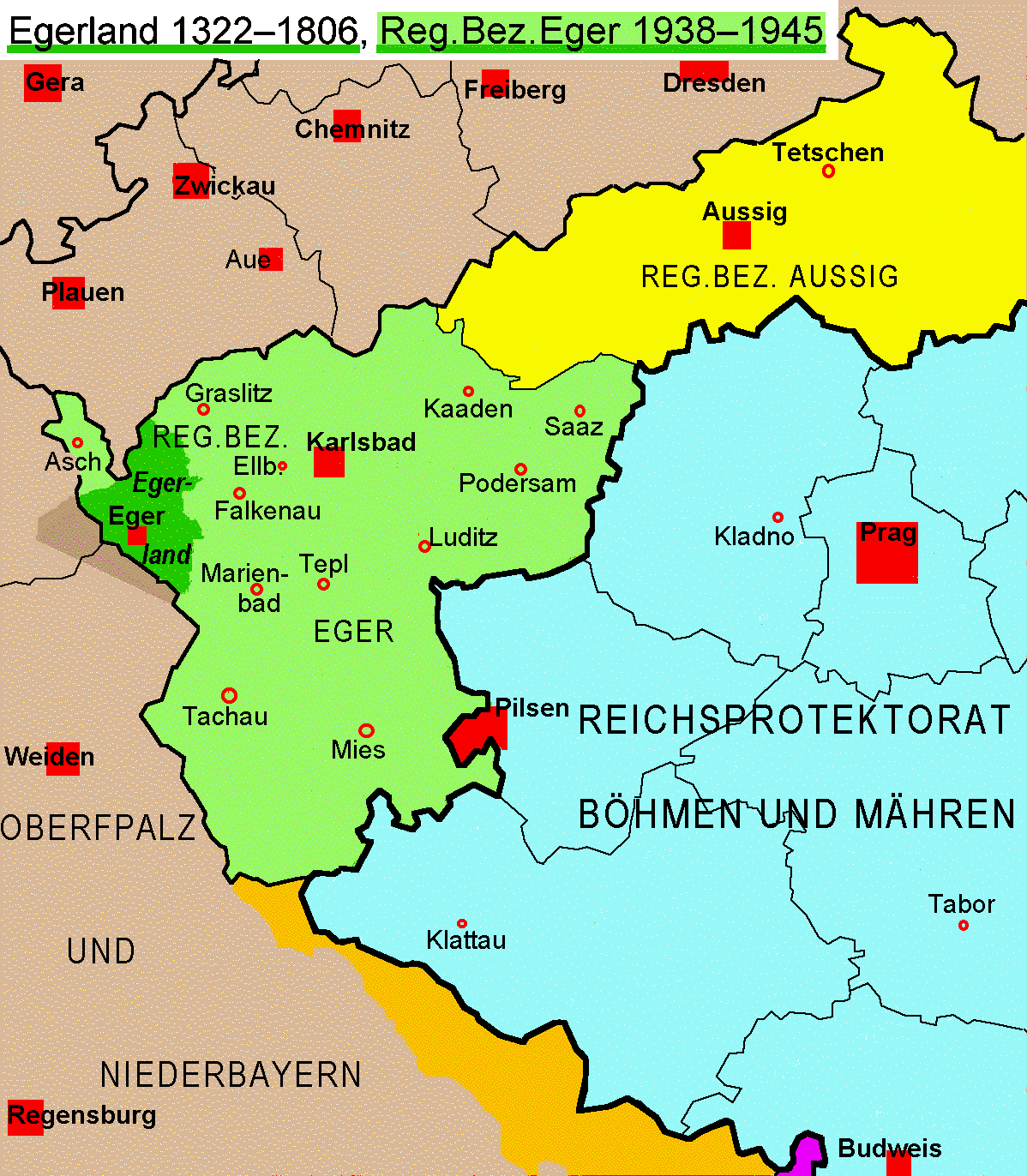
L'Egerland historique entre 1322 et 1806 et le Regierungsbezirk Eger entre 1939 et 1945.

 (novembre 2019).
L'Egerland (allemand: Egerland, tchèque: Chebsko, dialecte allemand de l'Egerland: Eghalånd) est une région historique située à l'extrême nord-ouest de la Bohême, en République tchèque, à la frontière avec l'Allemagne. Il est nommé d'après le nom allemand de la ville d'Egra (Cheb), Eger, et la rivière Ohře.
Le salient nord-ouest autour de la ville d'Aš (Asch) faisait historiquement partie du Vogtland avant d'être intégré aux terres de la couronne de Bohême au XVIe siècle ; il est donc connu sous le nom de Vogtland bohémien (allemand: Böhmisches Vogtland; tchèque: Fojtsko). Le reste du Vogtland est divisé entre les lands de Saxe, de Thuringe et de Bavière.
Tout l'Egerland et le Vogtland font partie de l'eurorégion Egrensis.

## Géographie
L'Egerland forme la frontière nord-ouest de la République tchèque. Originellement, c'était une petite région de moins de 1000 kilomètres carrés autour de la cité historique d'Egra (Cheb) (allemand: Eger) dans le district de Cheb dans la région de Karlovy Vary, à l'exception d'As, mais incluant le nord de l'Ohre et les alentours de Marktredwitz en Haute-Bavière.
En revanche, après le début de l'occupation allemande de la Tchécoslovaquie en 1938, Egra (Cheb) et l'historique Egerland ont été incorporés dans la région des Sudètes avec un territoire élargi de 7466 mètres carrés. Bien que le siège de l'administration ait été établi à Karlovy Vary (allemand: Karlsbad), l'entité s'appela officiellement "Regierungsbezirk Eger" afin de réduire les revendications territoriales. Il comprenait de vastes territoires de Bohême jusqu'à la périphérie de Plzeň, comprenant des villes comme Falknov nad Ohri (nom avant 1945), en allemand: Falknau an der Eger (aujourd'hui Sokolov), Kraslice, en allemand Graslitz, Chodov, en allemand Chodau, Marienbad, en tchèque Marianske Lazne, et Tachov, en allemand Tachau, qui n'ont jamais appartenu à la région historique.

## Histoire

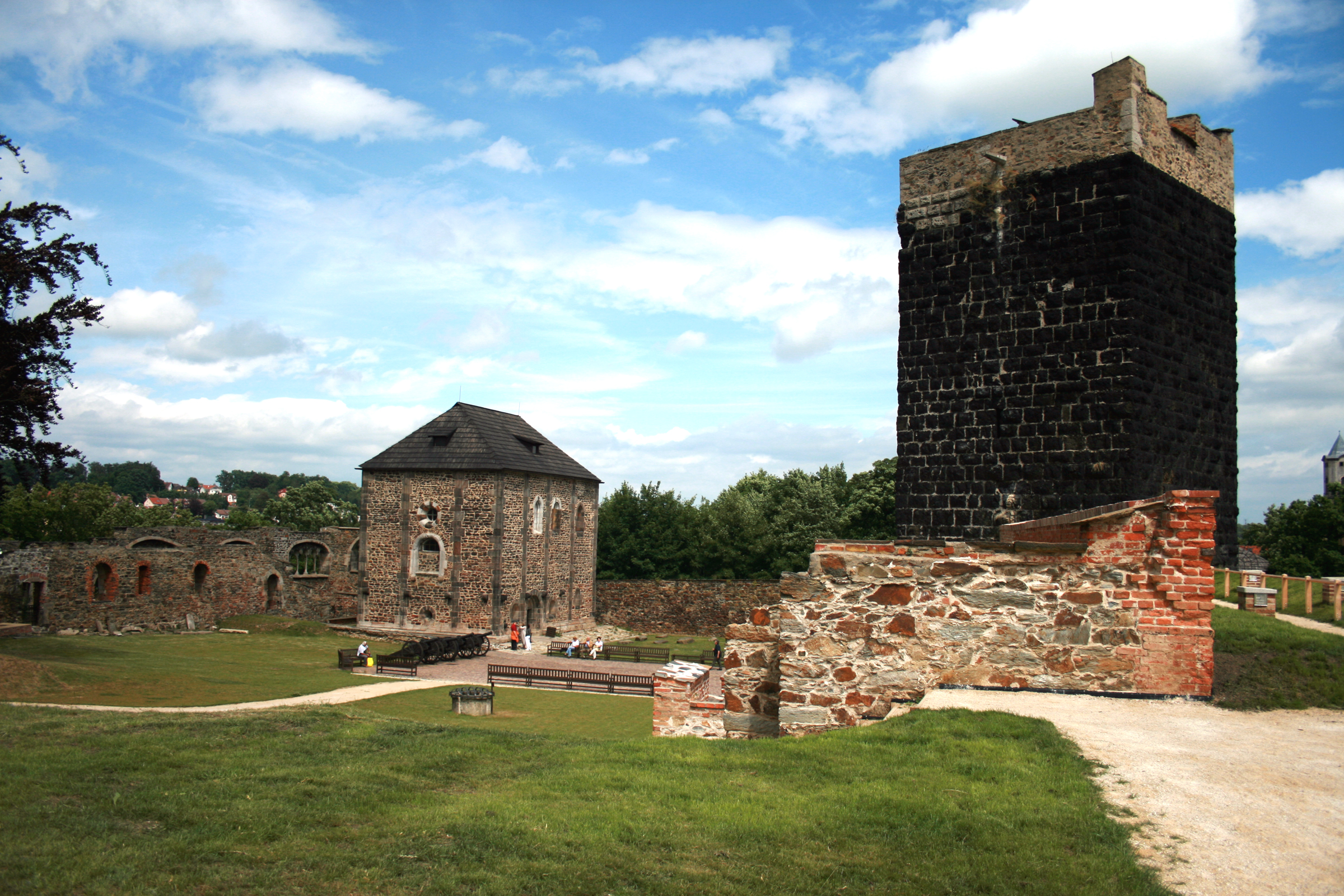
Château d'Egra (Cheb)

La colonisation d'Eger, en Bavière slave, a été mentionnée pour la première fois en 1061 dans les registres des routes commerciales tracées au cours de la colonisation germanique de l'Europe orientale. En 1135, la regio Egere est inscrite à la Marche bavaroise du Nordgau sous le règne du comte Diepold III de Vohburg. Après sa mort en 1146, l'empereur allemand Frédéric Barberousse, hérita de l'Egerland grâce à son mariage avec la fille de Diepold, Adelheid. Le Staufer a finalement séparé la Provincia Egrensis de la Bavière et l'a érigée comme modèle exemplaire d'un territoire du Reichsgut placé sous l'autorité immédiate du Saint Empereur romain germanique. Au cours de cette évolution, Egra (Cheb) devint le site d'une Kaiserpfalz, en tchèque Chebský hrad, la seule dans l'actuelle République tchèque. 

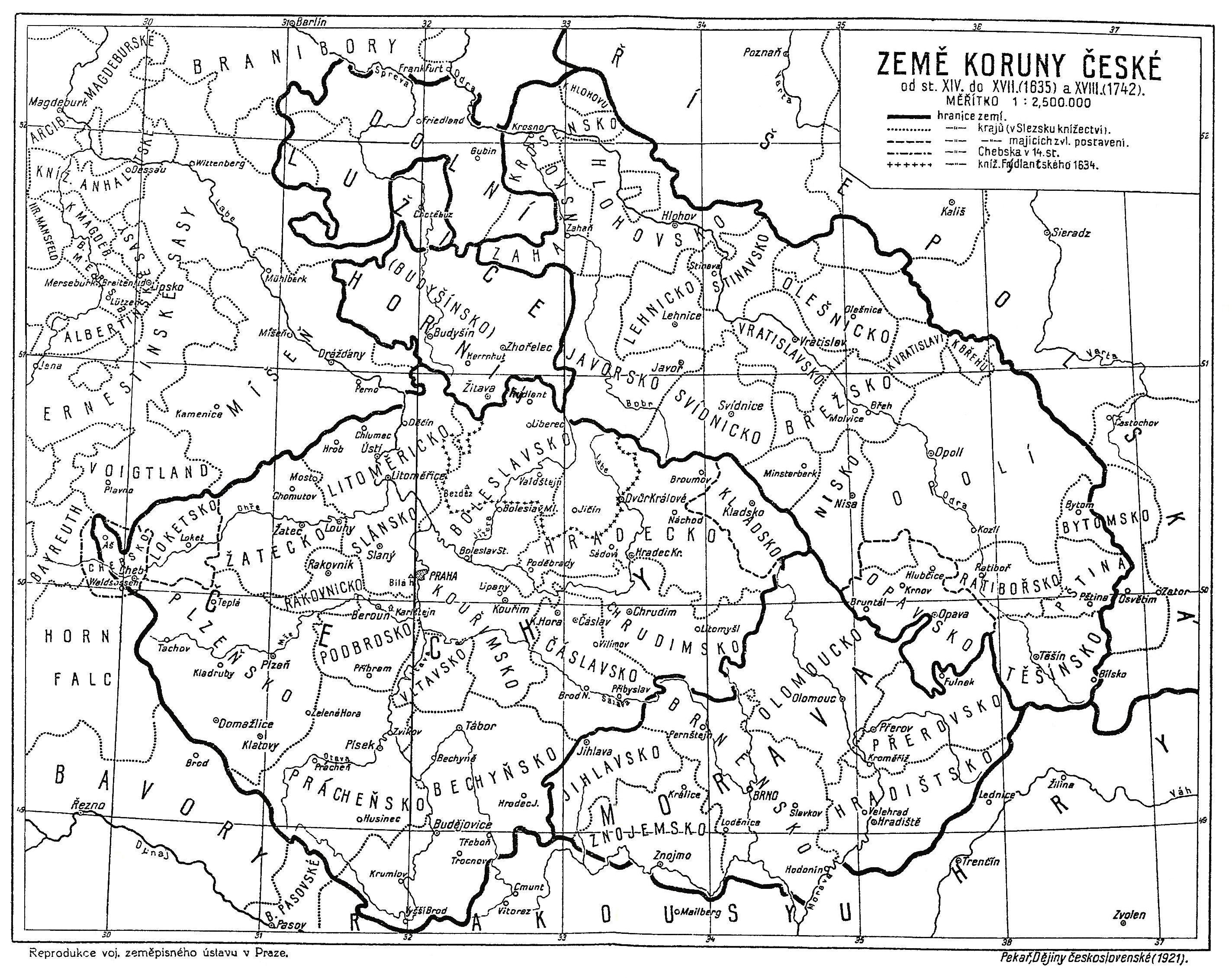
L'Egerland en tant que terre de la couronne de Bohême.

### Royaume de Bohême
Egra (Cheb), ville libre d'Empire depuis 1277, et l'Egerland, bénéficiant de l'immédiateté impériale, furent cédées au roi Jean Ier de Bohême en 1322 par l'empereur Louis IV de Wittelsbach. En échange du soutien de Jean Ier de Boême contre son rival Frédéric de Habsbourg lors de la bataille de Mühldorf, il reçut l'Egerland en tant que Reichspfandschaft avec la garantie de la complète indépendance du Royaume de Bohême. Avec l'avènement de l'empereur Charles IV de Luxembourg en 1346, les couronnes du Saint-Empire romain germanique et de la Bohême ont été réunies sous une seule autorité. Les successeurs de Charles IV de Luxembourg à la Maison du Luxembourg et, à partir de 1526, les Habsbourg, ont constamment éliminé l'autonomie de l'Egerland contre la résistance des citoyens d'Egra (Cheb) et de la noblesse locale. Alors que les régions franconiennes actuelles jusqu’au Fichtelgebirge ont été acquises par la Principauté de Bayreuth sous l’autorité des Hohenzollern, le territoire restant a été administré dans le kraï bohémien de Loket à partir de 1751.
L'incorporation du royaume de Bohême à la monarchie de Habsbourg avait d'abord créé des conflits persistants entre la dynastie catholique et la noblesse protestante, culminant lors de la guerre de Trente Ans. Egra (Cheb) et l'Egerland, en insistant sur leur indépendance, ont essayé de maintenir une position neutre, ils ont néanmoins été saisis comme une forteresse par Albrecht von Wallenstein, qui a été assassiné à Egra (Cheb) le 25 février 1634. Dans les décennies qui ont suivi, les Habsbourg ont pris des mesures visant à établir un gouvernement centralisé. L'empereur Joseph II de Habsbourg, d'un côté, a publié un édit de tolérance religieuse en 1781, mais a également nié l'autonomie de la Bohême en renonçant à la cérémonie du couronnement de roi de Bohême. Avec l'instauration de l'allemand comme langue officielle dans tous les territoires des Habsbourg (au lieu du latin), il a jeté les bases des futurs conflits ethniques. Au cours de la dissolution du Saint-Empire romain germanique en 1806 et du début de l'empire autrichien, la partie orientale de l'Egerland devint finalement un district ordinaire de la province autrichienne de Bohême.
La répression au cours de l'ère de Metternich conféré au peuple tchèque un statut de seconde classe sur le territoire autrichien de la Bohême, bien qu'il soit beaucoup plus nombreux que la population de langue allemande. À partir de 1830 environ, des érudits tchèques comme František Palacký ont encouragé le mouvement austroslaviste qui revendique l’autonomie des terres de la couronne de Bohême et l’admission de la langue tchèque. Au lendemain du printemps des peuples de 1848, les Tchèques, ainsi que d'autres nations slaves, lancent des mouvements panslaves visant à l'indépendance complète, auxquels s'opposent farouchement des organisations pangermaniques telles que le Parti ouvrier allemand basé à Egra (Cheb). La montée du nationalisme ethnique s’est avérée fatale. Alors que les régions centrales de la Bohême étaient habitées par une communauté germanophone restreinte, les régions frontalières comme l'Egerland étaient presque entièrement germanophone.

### Tchécoslovaquie
À la fin de la Première Guerre mondiale, la population germanophone de l'ancienne Autriche-Hongrie a proclamé la République d'Autriche allemande, comprenant l'Egerland et d'autres régions périphériques de la Bohême allemande, qui devaient faire partie de la Tchécoslovaquie. Ils ont demandé l'unification avec l'Allemagne, en se référant au droit des peuples à disposer d'eux-mêmes proclamé par le président américain Woodrow Wilson qui avait été à l'origine de la dissolution de l'empire austro-hongrois. Néanmoins, la majorité tchèque dans l'ensemble de la Bohême a insisté pour restaurer leur pays dans ses frontières historiques, comme une révision de l'ancienne germanisation. Les deux parties ont agi de manière unilatérale, les Tchèques l'ont emporté sur la création de la Tchécoslovaquie comprenant toutes les régions de la Bohême, y compris l'Egerland, tandis que la minorité allemande a tracé une frontière entièrement nouvelle entre les régions du pays essentiellement tchèques et germanophones.
Avec la prise du pouvoir par les Nazis en Allemagne en 1933, les séparatistes du parti allemand des Sudètes sous Konrad Henlein devinrent de plus en plus dominants et s'appelèrent eux-mêmes Allemands des Sudètes. Après qu'Adolf Hitler ait poussé la situation vers un conflit armé, les premiers ministres britannique et français, lors des accords de Munich de 1938, soutinrent l'annexion des Sudètes avec l'Egerland par l'Allemagne nazie, entraînant la fuite et l'expulsion du peuple tchèque. À cette époque, le terme "Egerland" était utilisé dans le district occidental des Sudètes, lui-même un Reichsgau à partir de 1939.
À la suite de la défaite allemande lors de la Seconde Guerre mondiale, la région rejoignit la Tchécoslovaquie en 1945 et la plupart des Allemands furent expulsés vers l'Allemagne sur la base des décrets Beneš, près de 90 000 de l'Egerland et près de 800 000 du Regierungsbezirk Eger.

## Voir également
- Ohře
- Egra (Cheb)
- Région des Sudètes

## Sources
- Bernd Rill : 2006. Böhmen und Mähren .  (ISBN 3-938047-17-8) (en allemand)
- W. Koschmal, M. Nekula, J. Rogall : Deutsche und Tschechen - Geschichte, Kultur, Politik, Beck'sche Reihe 2001,  (ISBN 3-406-45954-4)   , en allemand)